# Andrzej Dereziński
Andrzej Dereziński (ur. 24 kwietnia 1944 w Poroninie) – polski alpejczyk, trener, olimpijczyk z Innsbrucku 1964.
Reprezentant zakopiańskich klubów WKS (1958-1962) i AZS (1963-1968). Pierwsze sukcesy zaczął odnosić jako junior zdobywając tytuł mistrza Polski w slalomie specjalnym (rok 1959) i w slalomie gigancie (rok 1960).
Jako senior zdobył brązowy medal mistrzostw Polski w slalomie specjalnym w roku 1963, w kombinacji w roku 1966 i w zjeździe w roku 1967.
Uczestnik Uniwersjady w 1966 podczas której zajął 6. miejsce w slalomie specjalnym i kombinacji alpejskiej.
Na igrzyskach olimpijskich w 1964 roku zajął 49. miejsce w biegu zjazdowym i 33. miejsce w slalomie specjalnym. Slalomu giganta nie ukończył (ominął bramkę).
Brat olimpijczyka Romana Derezińskiego.